# Akiko (prinses)

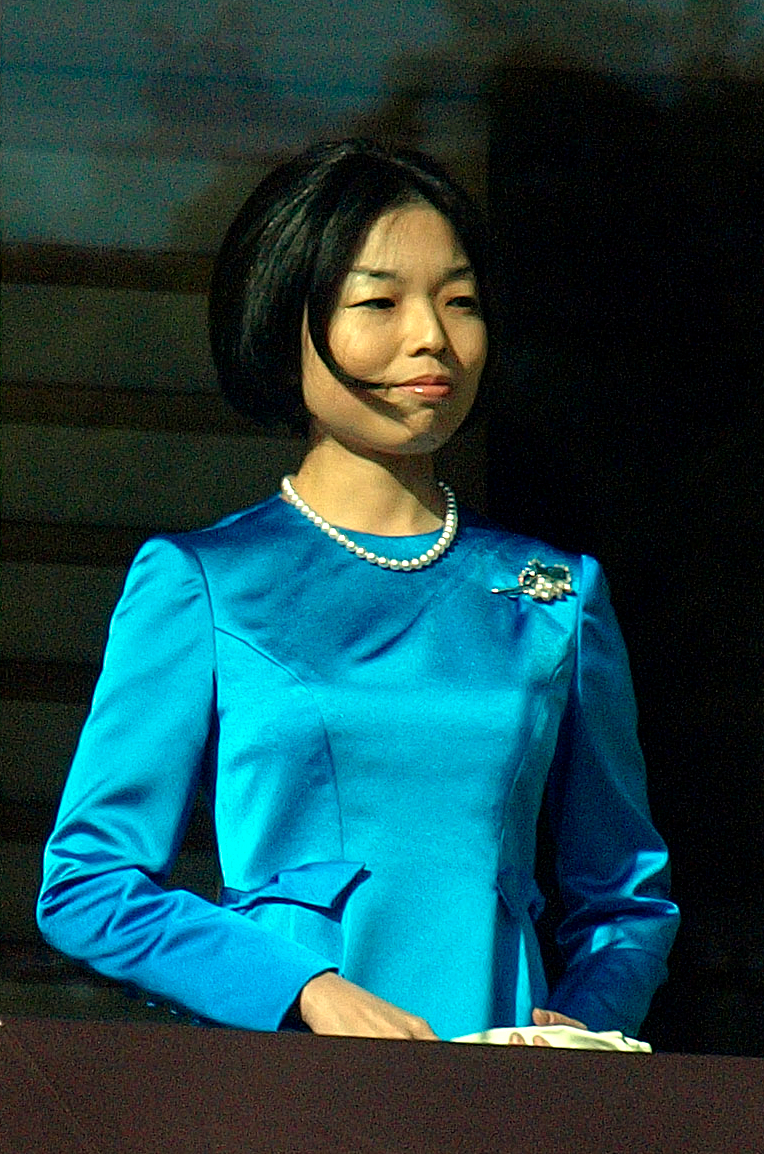
Prinses Akiko

Prinses Akiko van Mikasa (Japans: 彬子女王, Akiko Joō) (Tokio, 20 december 1981) is een lid van de Japanse keizerlijke familie.
Akiko is de oudste dochter van de in 2012 overleden prins Tomohito en prinses Nobuko. Ze behaalde aan de Gakushuin University in Tokio een bachelorgraad in geschiedenis. Tijdens haar studie bracht ze het academisch jaar 2001/02 door in het buitenland, aan het Merton College in Oxford, om zich te verdiepen in de Japanse kunstgeschiedenis. De prinses keerde in 2004 terug in Oxford voor het behalen van het doctoraat. Haar onderzoek richtte zich op de William Andersen-collectie in het British Museum en de westerse interesse in Japanse kunst in de 19e eeuw. Prinses Akiko kreeg in 2011 als tweede lid van de Japanse keizerlijke familie ooit een doctoraat uitgereikt.
De prinses onderneemt regelmatig activiteiten voor de keizerlijke familie. Zo bracht ze in 2013 een officieel bezoek aan Chili en zet ze zich in voor het onderhouden van de diplomatieke banden tussen Turkije en Japan. In 1998 bezocht zij voor het eerst Turkije. Ze bracht toen onder meer een bezoek aan Kalehöyük. Na het overlijden van haar vader nam zij enkele van zijn taken over. In 2014 werd ze in Turkije benoemd tot voorzitter van het Japan-Turkije-genootschap, in 2018 werd ze erevoorzitter van de prins Mikasa-stichting.
Prinses Akiko werkt de laatste jaren als onderzoeker en hoogleraar voor verschillende universiteiten. Ze is niet getrouwd.